# Zamacra marocana
Zamacra marocana là một loài bướm đêm trong họ Geometridae.